# Acanthocephalus opsariichthydis
Acanthocephalus opsariichthydis är en hakmaskart. Acanthocephalus opsariichthydis ingår i släktet Acanthocephalus och familjen Echinorhynchidae. Inga underarter finns listade i Catalogue of Life.